# Herrschaft Tann
Koordinaten: 50° 38′ 24″ N, 10° 1′ 12″ O
Die Herrschaft Tann war eine reichsunmittelbare Herrschaft der  Familie von und zu der Tann. Das Gebiet wurde 1803 mediatisiert und gehörte dann zu Bayern, ab 1806 zum Großherzogtum Würzburg, ab 1814 wieder zu Bayern und ab 1866 zur preußischen Provinz Hessen-Nassau. Das Gebiet gehört seit 1945 zu Hessen.

## Geographische Lage
Das Gebiet der Herrschaft Tann lag im Tal der mittleren Ulster in der hessischen Rhön. Es liegt heute in Osthessen und bildet heute die Großgemeinde Tann (Rhön) im Landkreis Fulda. Die ehemalige Exklave Oberwaldbehrungen liegt im südlichen Rhönvorland bei Ostheim vor der Rhön im heutigen Unterfranken.
Angrenzende Verwaltungseinheiten waren das Amt Geisa der Fürstabtei Fulda im Westen und Norden, das Amt Fischberg (fuldisches Lehen der Grafschaft Henneberg, nach 1583 teilweise zu Sachsen-Eisenach gehörig) im Osten, das hennebergische Amt Kaltennordheim (nach 1672 Sachsen-Eisenach) im Südosten, das würzburgische
Amt Hilders im Süden und das fuldische Amt Bieberstein im Südwesten.

## Geschichte

### Die reichsfreie Herrschaft Tann
Die  Familie von und zu der Tann war stammesverwandt mit den Herren von Schlitz, welche während des 12. bis 14. Jahrhunderts in der gesamten Rhöngegend verbreitet waren. 
Die gesicherte Stammreihe beginnt mit Erminold von Slitese, welcher im Jahre 1116 als Ministerialem der Abtei Fulda erstmals urkundlich erschien. Dessen Urenkel Simon von Visbach und von Tanne führt ab 1232 erstmals den Namen de Thanne, nach der namensgebenden Stammburg Tann im 1332 zur Stadt erhobenen Tann in der Rhön. Zur Herrschaft Tann gehörten die heutige Stadt Tann an der Ulster und 22 weitere Dörfer im Umland. Den Besitz hielt die Familie von der Abtei Fulda zu Lehen. 
Im Jahre 1323 einigten sich Simon und Heinrich von Frankenberg, Söhne des verstorbenen Simon dem Älteren von der Tann, und Heinrich von Biberstein und Heinrich von Bischofsheim, Söhne des Ritters Heinrich von der Tann, mit dem Abt von Fulda. Sie regelten die zu erbringenden Leistungen im Kriegsdienst für sich und ihre Burg (castrum nostrum dictum die Tanne) unter bestimmten Voraussetzungen. 1405 willigten die Herren von der Tann ein, dass alle Söhne, sobald sie das 15. Lebensjahr erreicht hatten, dem Fuldaer Abt als Landesherren Gelübde, Eid und Verbriefung leisten. 
Während des Bauernkrieges (1524–1525) versuchten aufständische Bauern aus der Herrschaft Tann erfolglos, das benachbarte katholische Geisa im Bistum Fulda zu erobern. Eberhard von der Tann, ein Freund Luthers, machte die Herrschaft durch Einführung der Reformation im Jahr 1534 zu einem Zentrum dieser Glaubensbewegung. Die Herrschaft der Tann wurde in diesem Zuge reichsunmittelbar und konnte sich somit von ihrem katholischen Lehnsherren Fulda lösen. Dies wurde Anlass zu einem fast hundertjährigen und zeitweise kriegerischen Streit mit den Äbten von Fulda, der erst 1629 durch Kaiser Ferdinand II. beendet wurde. Im 16. Jahrhundert befestigte Eberhard von der Tann die Stadt, um sie während der bewaffneten Auseinandersetzungen mit dem Äbten von Fulda über Religion und Lehensbeziehungen besser sichern zu können. 1704 wurde der Verlauf der Grenze zwischen der Herrschaft Tann und dem Herrschaftsbereich der Abtei Fulda durch Grenzsteine markiert, die auf der einen Seite das Kreuz des Wappens des Hochstifts Fulda zeigen und auf der anderen Seite die springende Forelle des Wappens der Herren von der Tann.
Die Herren von der Tann gehörten seit 1647 zum Buchischen Quartier der fränkischen Ritterschaft an. Vom 16. Jahrhundert bis zum 18. Jahrhundert waren sie Mitglied der Reichsritterschaft im Ritterkanton Rhön-Werra des fränkischen Ritterkreises. Während des 16. Jahrhunderts waren sie auch im Ritterkanton Steigerwald und im Ritterkanton Odenwald immatrikuliert. Das Schloss Tann wurde in drei Teile aufgeteilt, die sich um einen Hof gruppieren, das gelbe, rote und blaue Schloss, nach der sich auch die Linien des Geschlechts benannten.

### Zugehörigkeit nach Auflösung der Herrschaft Tann im Jahr 1803  bis zur Gegenwart
Mit dem Reichsdeputationshauptschluss wurde die reichsfreie Herrschaft Tann im Jahr 1803 mediatisiert und kam an das Königreich Bayern. Bedingt durch die Napoleonischen Kriege kam die Herrschaft Tann mit der Rheinbundakte 1806 an das Großherzogtum Würzburg.
Nach den Bestimmungen des Wiener Kongresses gehörte das Gebiet ab 1814 wieder zu Bayern und wurde dem Untermainkreis angegliedert. Im Rahmen der Verwaltungsreform von 1862 wurde im Königreich Bayern aus den Landgerichtsbezirken Tann, Hilders und Weyhers das Bezirksamt Gersfeld gebildet. Es umfasste somit die ehemaligen Herrschaften Tann und Gersfeld mit dem dazwischen liegenden ehemals würzburgischen Amt Hilders.
Im Anschluss an den Deutschen Krieg von 1866 musste Bayern das Bezirksamt Gersfeld mit den Ämtern Tann, Hilders und Weyhers an Preußen abtreten. Aus dem bayerischen Bezirksamt Gersfeld wurde der preußische Kreis Gersfeld, der Teil der neuen Provinz Hessen-Nassau wurde.
Der Kreis Gersfeld wurde 1932 aufgelöst und in den benachbarten Landkreis Fulda eingegliedert, welcher seit 1945 zu Hessen gehört.
Während der Deutschen Teilung (1945–1990) war das Gebiet um Tann im Norden, Osten und Westen von der DDR (Thüringen) umschlossen.

## Zugehörige Orte
Stadt
- Tann

Burgen
- Schloss Tann mit dem Gelben, Roten und Blauen Schloss

Dörfer und Einzelgüter in Besitz bzw. Teilbesitz
| - Altschwambach - Aura - Dietgeshof - Dippach - Esbachsgraben | - Friedrichshof - Günthers - Habel - Herdaturm - Hundsbach | - Kleinfischbach - Knottenhof - Lahrbach - Meerswinden - Neuschwambach | - Neustädtges - Oberrückersbach - Schlitzenhausen - Schwarzenborn - Sinswinden | - Theobaldshof - Unterrückersbach - Wendershausen |

Besitzungen außerhalb der Herrschaft
- Rittergut Huflar bei Fladungen[3][4]
- Nordheim vor der Rhön (Teilbesitz im Ort)[5]
- Oberwaldbehrungen (Teilbesitz im Ort)

Einzelgüter und Weiler
- Schweidhof, Hasenmühle (zu Tann)
- Esbachsgraben, Habelgraben, Karnhof und Mollartshof (zu Habel)
- Brauertshof und Paradieshof (zu Lahrbach)
- Rothof (zu Wendershausen)